# Družina Vesta
Družina Vesta je družina asteroidov, ki se nahajajo v notranjem delu glavnega asteroidnega pasu. 
Asteroidi te družine spadajo v skupino asteroidov tipa V. Okoli 6 % vseh asteroidov glavnega asteroidnega pasu pripada tej družini. 

## Značilnosti
Največji asteroid te družine je 4 Vesta, ki je dal družini tudi ime. Ima 530 km v premeru. 
Z analizo HCM (Hybrid Clustering Method ali hibridna metoda grupiranja) je Vincenzo Zappalà v letu 1995 določil velikost osrednje skupine asteroidov, ki imajo naslednje lastne elemente tirnice
- velika polos (ap) je med 2,26 in 2,48 a.e.
- izsrednost (ep) je med 0,075 in 0,122
- naklon tirnice (ip) je med 5,6 in 7,9°

Elementi oskulacijske tirnice pa so (v času sedanje epohe):
- velika polos (a) je med 2,26 in 2,48 a.e.
- izsrednost (e) je med 0,035 in 0,162
- naklon tirnice (i) je med 5,0 in 8,3°

Analiza, je tudi pokazala, da družina vsebuje 235 telesa v osrednjem delu. Poznejše raziskave (leto 2005 ) so pokazale, da je v označenem pravokotniku na sliki zgoraj 6051 asteroidov (to je okoli 6,5 % vseh).
Družina vsebuje tudi nekaj asteroidov tipa J, ki verjetno izhajajo iz globljih plasti skorje Veste. Te vrste asteroidov odgovarjajo diogenitom

## Vsiljivci
Spektroskopske analize so pokazale, da nekaj največjih asteroidov na tem področju ne pripada družini Vesta, ampak so vsiljivci. Ti asteroidi ne pripadajo asteroidom tipa V ali J, ampak imajo samo podobne elemente tirnic. Takšni asteroidi so 306 Unitas, 442 Eichsfeldia, 1697 Koskenniemi, 1781 Van Biesbroeck, 2024 McLaughlin, 2029 Binomi, 2086 Newell, 2346 Lilio in nekaj ostalih.